# Wojciech Bednarski

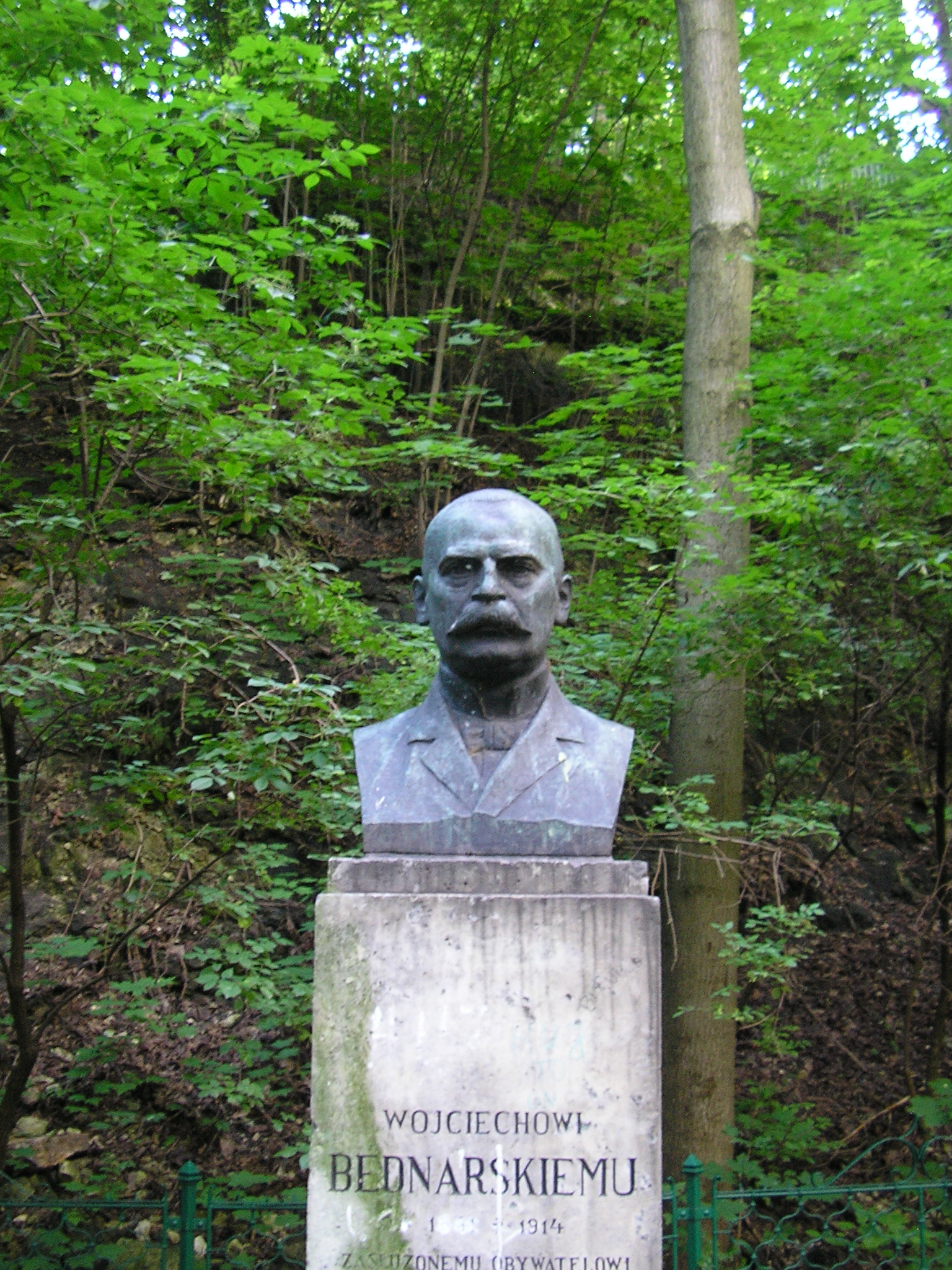
Pomnik Wojciecha Bednarskiego w parku jego imienia.

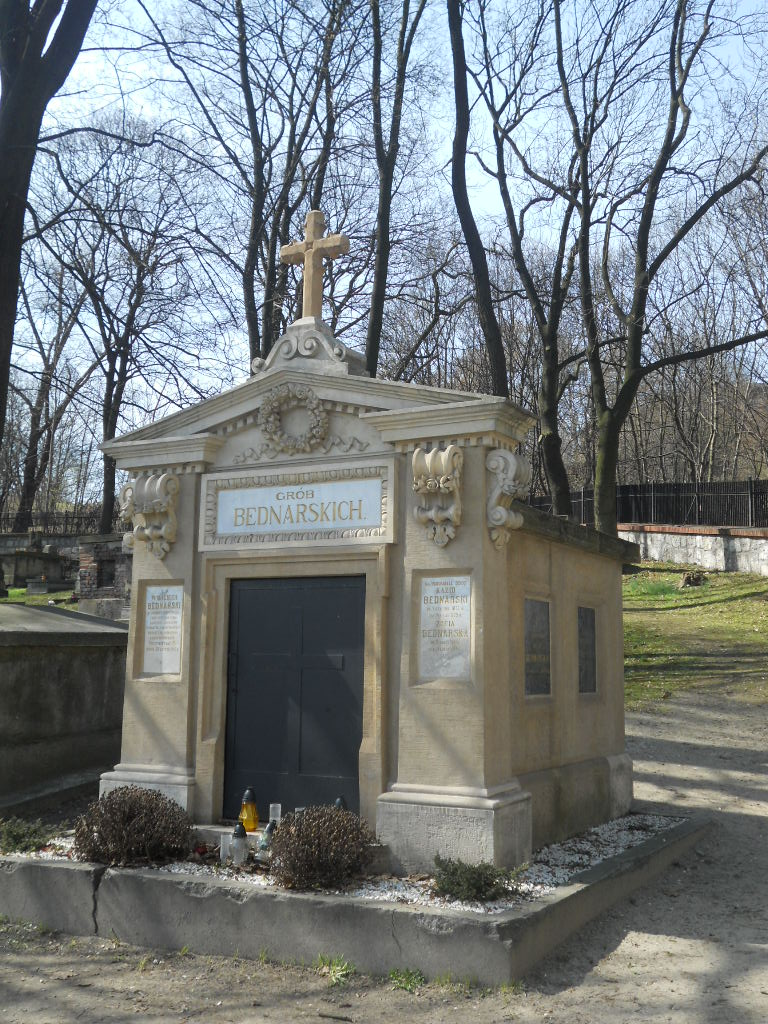
Grobowiec Wojciecha Bednarskiego na starym cmentarzu Podgórskim

Wojciech Bednarski (ur. 12 stycznia 1841 w Kunicach, zm. 23 lutego 1914 w Podgórzu) – polski pedagog, radny miasta Podgórza, działacz społeczny.

## Życiorys
Urodził się w rodzinie chłopskiej. Po zdobyciu wykształcenia nauczycielskiego, w 1865 osiedlił się w Podgórzu, obecnie części Krakowa, wówczas samodzielnym mieście na prawym brzegu Wisły, oddzielającej go od Krakowa. W listopadzie 1869 powołany został na stanowisko kierownika pierwszej w mieście Szkoły Ludowej, funkcję tę sprawował do 1894. Autor „Pogadanek gospodarskich”, które propagowały najnowsze pomysły udoskonalenia produkcji rolnej i skierowane były do galicyjskich włościan. Od sierpnia 1884 członek Rady Miejskiej. W 1884 zorganizował w Podgórzu Towarzystwo Wzajemnej Pomocy Rodzina, zaś w 1895 – Stowarzyszenie Pożyczkowo-Oszczędnościowe Wzajemna Pomoc. W 1893 zainicjował powstanie Towarzystwa Upiększania miasta Podgórza.
Inicjator i częściowo fundator utworzenia w dawnym kamieniołomie na Krzemionkach parku miejskiego, będącego miejscem wypoczynku i rekreacji dla mieszkańców. Wstępny projekt zaprezentowano w 1891, oficjalne otwarcie miało miejsce 19 lipca 1896. Park Wojciecha Bednarskiego jest pierwszym w Polsce przykładem zrewitalizowania działek poprzemysłowych i przywrócenia zdegradowanych terenów społeczeństwu. Pomysłodawca wspierał rozwój parku płacąc za rośliny, wykonanie małej architektury oraz koszty robocizny. Zachęcał młodzież szkolną, którą uczył, do prac wolontaryjnych przy urządzaniu i utrzymaniu parku.
W uznaniu zasług Rada Miasta Podgórza 12 grudnia 1896 nadała mu tytuł Honorowego Obywatela Podgórza w „uznaniu położonych zasług około upiększenia miasta przez założenie ogrodu miejskiego na Krzemionkach”. Tytuł wręczono na sesji w styczniu 1897. Od 1906 park, do którego powstania walnie się przyczynił, nosi nazwę Parku im. Wojciecha Bednarskiego.
Został pochowany na starym cmentarzu Podgórskim w rodzinnym grobowcu obok syna Kazimierza (1872-1879) i córki Zofii (1881-1896); w 1918 pochowano tam również jego żonę Julię z Adamskich. Miał jeszcze dwóch synów: Adama (1869–1941), lekarza okulistę i profesora Uniwersytetu we Lwowie oraz Bolesława (inne źródła mówią: Tadeusza, doprecyzowując, że był adwokatem).
15 października 1937 w parku postawiono popiersie Wojciecha Bednarskiego autorstwa Stanisława Popławskiego, a w stulecie istnienia parku (1996) dodano przy wejściu pamiątkową tablicę. Od 1998 Wojciech Bednarski jest patronem XXVIII Liceum Ogólnokształcącego w Krakowie.